# MIL-STD-188
MIL-STD-188 — серія американських військових стандартів в галузі телекомунікацій.
Спочатку військовий стандарт № 188 (MIL-STD-188) охоплював технічні стандарти для тактичного і дальнього зв'язку, однак, пізніше був переглянутий (MIL-STD-188A, MIL-STD-188B) і став документом, застосовним тільки до тактичного зв'язку (MIL -STD-188C). Агентство оборонних інформаційних систем США (англ. Defense Information Systems Agency) видало циркуляри, в яких були оголошені обидва стандарти і технічні критерії, що стосуються Оборонної системи телекомунікації і технічної підтримки Міжнародної військової системи командування та контролю . Відповідно до рішення Об'єднаного комітету начальників штабів, ці стандарти видані в документах серії MIL-STD-188. Ця серія розбита на частини: на серію MIL-STD-188-100, що охоплює загальні стандарти для тактичної і дальнього зв'язку, серію MIL-STD-188-200, що охоплює стандарти тільки для тактичного зв'язку, і серію MIL-STD-188-300, що охоплює стандарти тільки для далекого зв'язку.
Стандарти серії MIL-STD-188 входять в Об'єднану технічну архітектуру (англ. Joint Technical Architecture) МО США.